# Lucy Wicks (siatkarka)
Lucy Wicks (ur. 20 marca 1982 w Wielkiej Brytanii) – brytyjska siatkarka grająca jako rozgrywająca. Obecnie występuje w drużynie Alemannia Aachen.